# Sośninka
Sośninka es un pueblo de Polonia, en Mazovia. Se encuentra en el distrito (Gmina) de Łaskarzew, perteneciente al condado (Powiat) de Garwolin. Se encuentra aproximadamente a 14 km al suroeste de Garwolin, y a 63 km al sur de Varsovia. Su población es de 400 habitantes.
Entre 1975 y 1998 perteneció al voivodato de Siedlce.